# Rue Bouchardon
Pour les articles homonymes, voir Bouchardon.
La rue Bouchardon est une rue parisienne dans le 10e arrondissement. 

## Situation et accès

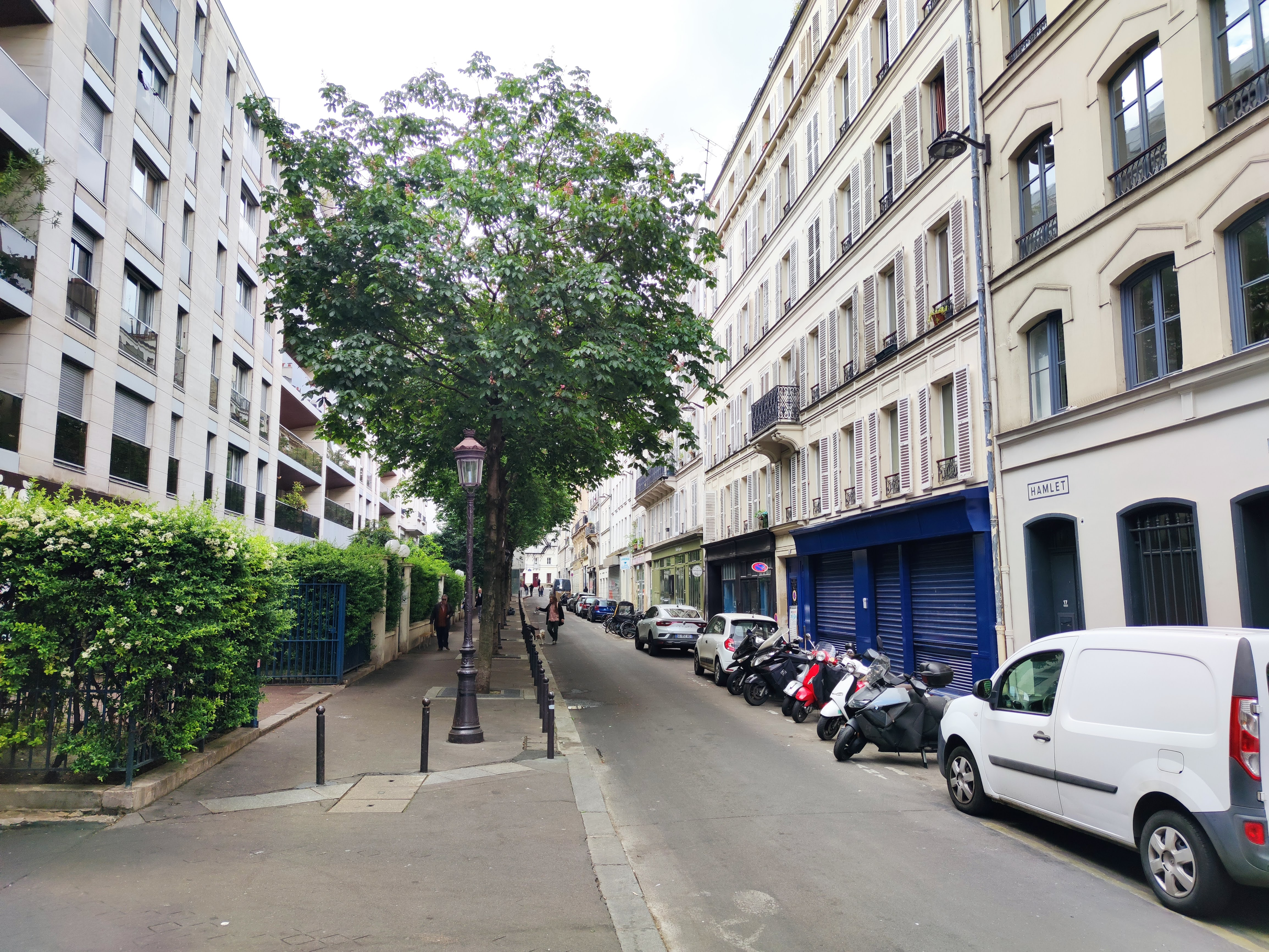
La rue en 2025.

Longue de 220 mètres, elle commence 84, rue René-Boulanger et finit 33, rue du Château-d’Eau.

## Historique
Initialement, cette voie était une impasse qui portait le nom d'« impasse de la Pompe », du nom d’une pompe publique qui s’y trouvait en 1821.
En 1854, l'impasse fut prolongée jusqu'à la rue du Château-d'Eau et devint la « rue de la Pompe » (à ne pas confondre avec son homonyme du XVIe arrondissement), mais les travaux d'alignement, du côté de la rue de Bondy, avaient été exécutés dès 1848.
La voie porte sa dénomination actuelle par décret du 24 août 1864.
À la fin du XIXe siècle, « la triste rue Bouchardon, (est) bordée de marchands de vin, de roulages, d’hôtels borgnes, de vagues crémeries ». 

## Origine du nom

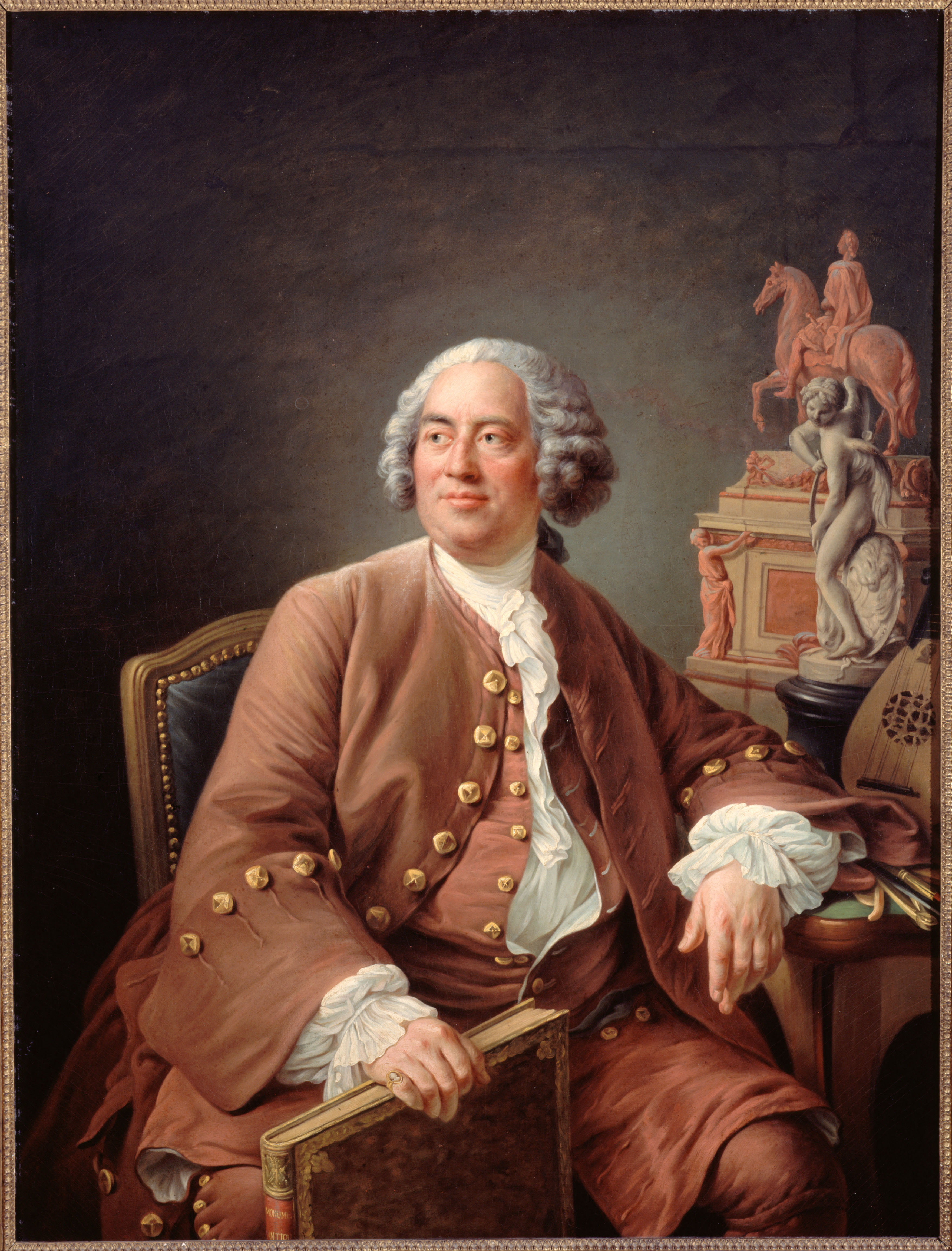
Portrait d'Edme Bouchardon.

Elle porte le nom du sculpteur français Edme Bouchardon (1698-1762).

## Bâtiments remarquables et lieux de mémoire

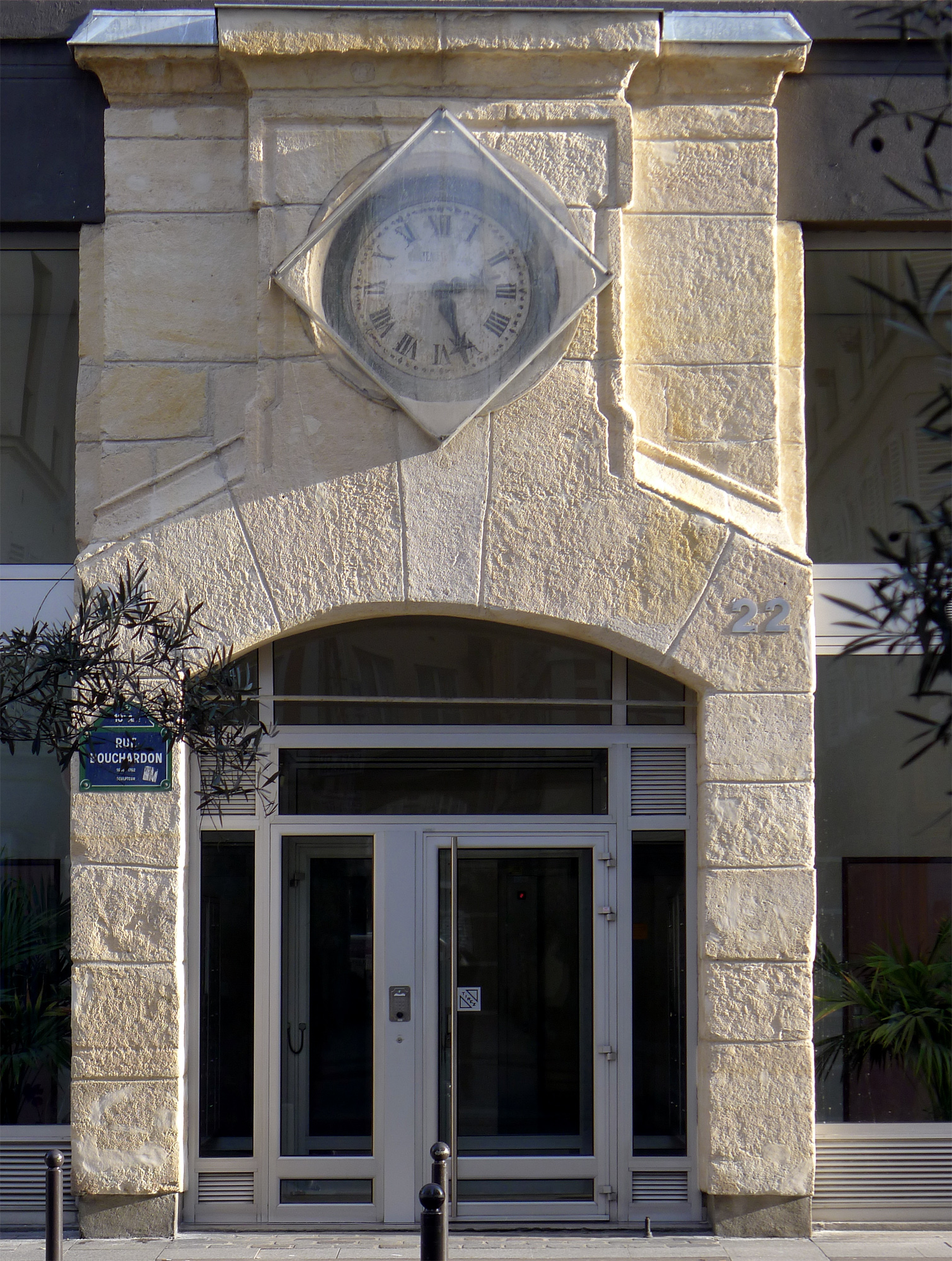
No 22.

- No 9 : le peintre paysagiste Pierre Alexandre Pau de Saint-Martin (actif entre 1784-1834) y habita[2].
- Nos 10-14-16-18 : ensemble résidentiel construit en 1979, comptant 122 logements et 2 niveaux de parkings[3].
- No 12 : immeuble Art déco construit en 1933 par l'architecte Daveroni.
- No 20 : marché Saint-Martin.